# Tivadar Puskás
Tivadar Puskás (em inglês:  Theodore Puskás; Peste (Hungria), 17 de setembro de 1844 — Budapeste, 16 de março de 1893) foi um inventor húngaro. Pioneiro do telefone, inventou a central telefônica. Foi o fundador da Telefon Hírmondó.